# Anne Eve Mortier de Trévise

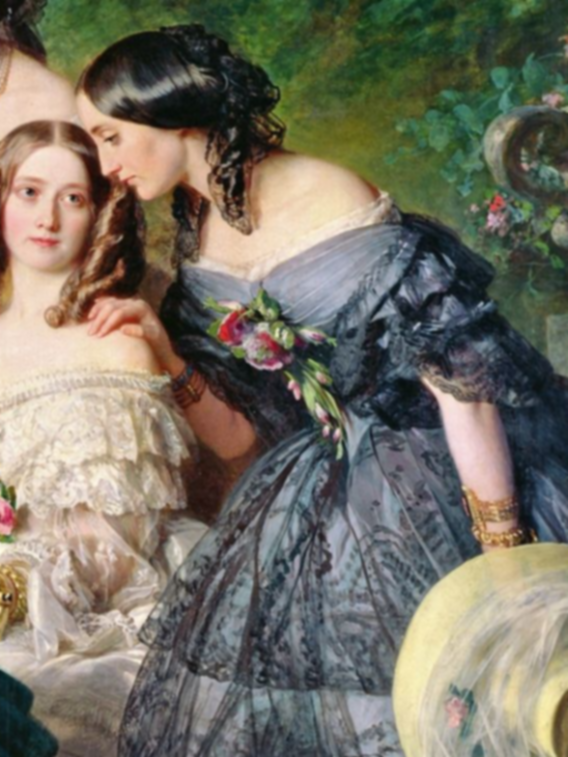
Anne Eve Mortier de Trévise

Anne Eve Mortier de Trévise, marquise de Latour-Maubourg, född 1829, död 1900, var en fransk markisinna och hovfunktionär. Hon var hovdam (dame de palais) hos kejsarinnan Eugénie av Frankrike. 
När Eugénies hov skapades efter hennes giftermål 1853 bestod dess hovdamer av en grande-maîtresse eller överhovmästarinna (Anne d'Essling), en dame d'honneur (Pauline de Bassano) och därutöver sex dames du palais, som turades om att tjänstgöra en vecka i taget förutom vid särskilda tillfällen; antalet dames du palais utökades senare till tolv. De första hovdamerna valdes ut från Eugénies egen umgängeskrets från tiden före giftermålet. 
Hon var gift med César de Faÿ de La Tour-Maubourg. Hon var känd vid hovet för sitt lyckliga äktenskap: när hon en gång tillfrågades vad hon skulle ta sig till om hon ertappade sin make med otrohet ska hon ha svarat: "Jag skulle ha blivit så förvånad att jag hade dött av ren överraskning". 
Hon valdes ofta ut av kejsarinnan till reskamrat. 
Hennes rikedom och lyckliga hemliv ska ha gett henne en så skyddad tillvaro att hon, när hon informerades om att hennes far var döende, ska ha utbrustit: "Det här är mitt livs första olycka. Gud vet vad som nu kan ske med mig!" 
Hennes far och mor avled kort efter varandra strax före utbrottet av det fransk-tyska kriget. Hennes son dog i kriget och hennes dotter strax efteråt, och hon tillbringade resten av sitt liv med att sköta om sin make, som drabbades av dålig hälsa. 
Hon tillhör de hovdamer som porträtterats tillsammans med Eugenie i den berömda tavlan av Franz Xaver Winterhalter, Eugénie av Frankrike med sina hovdamer, från 1855.